# Sithon tricolor
Sithon tricolor är en fjärilsart som beskrevs av Otto Staudinger 1891. Sithon tricolor ingår i släktet Sithon och familjen juvelvingar. Inga underarter finns listade i Catalogue of Life.